# (5144) Ахат
(5144) Ахат (лат. Achates, др.-греч. Ἀχάτης) — типичный троянский астероид Юпитера, движущийся в точке Лагранжа L5, в 60° позади планеты. Астероид был открыт 2 декабря 1991 года американским астрономом Кэролин Шумейкер в Паломарской обсерватории и назван в честь Ахата, одного из героев Троянской войны.

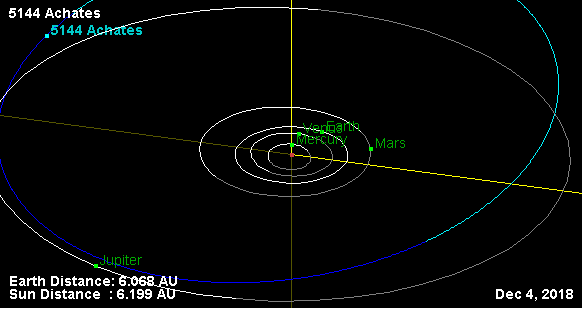
Орбита астероида Ахат и его положение в Солнечной системе

Фотометрические наблюдения, проведённые в 1996 году, позволили получить кривые блеска этого тела, из которых следовало, что период вращения астероида вокруг своей оси равняется 5,949 ± 0,014 часам, с изменением блеска по мере вращения 0,20 ± 0,01 m.